# Алтайская литература
Алтайская литерату́ра — литература алтайцев на алтайском языке.

## Устная литература
Устно-поэтическое творчество алтайцев весьма разнообразно; героический эпос, сказки, легенды и предания, песни, пословицы, загадки слагались и исполнялись народными сказителями (кайчы) и певцами (кожончы), скотоводами и охотниками.
В народной алтайской поэзии нашли отражение важнейшие события истории алтайских племён: борьба против чужеземных (китайских и джунгарских) захватчиков, противоречия между бедными и богатыми, и т .д.. Был создан ряд крупных эпических произведений, самыми известными авторами-сказителями были Чолтыш Куранаков, Михаил Ютканаков, Шонкор Шунеков, Николай Улагашев и другие. Со второй половины XIX века алтайский эпос переводили и издавали на русском языке.

## Письменная литература
Письменность алтайского языка на основе русской кириллицы развивается с 1840-х годов. С 1928 по 1938 годы для письменности использовался латинский алфавит, затем снова была введена кириллица. История письменной алтайской литературы начинается со второй половины XIX века.
Зарождение письменной литературы на алтайском языке принято связывать с творчеством первого алтайского писателя из среды просветителей-священнослужителей М.В Чевалкова (1817—1901). Чевалков переводил на алтайский язык басни И. А. Крылова и под их влиянием сочинял собственные басни и стихи («Землепашец и охотник», «Водка и чай», «Звери Алтая», «Бедный крот и богатая сорока» и др.), в которых высмеивал пороки старого алтайского общества и призывал алтайцев учиться у русских культуре и передовым методам ведения хозяйства.

## Алтайские авторы
- Адаров, Аржан Ойинчинович (Владимир Ойинчинович) (1932—2005)
- Бедюров, Бронтой Янгович (род. 1947)
- Ередеев, Александр Янганович (1937—2008)
- Каинчин, Дибаш Берукович (Семён Берукович) (1938—2012)
- Калкин, Алексей Григорьевич (1925—1998)
- Кокышев, Лазарь Васильевич (1933—1975)
- Кучияк, Павел Васильевич (1897—1943)
- Мундус-Эдоков, Мирон Васильевич (1879—1942)
- Палкин, Эркемен Матынович (1934—1991)
- Паслей, Самык (Самыков, Василий Тордоевич) (род. 1938)
- Суразаков, Сазон Саймович (1925—1980)
- Суркашев, Байрам Кундулеевич (род. 1939)
- Телесов, Кюгей Чырбыкчинович (1937—2001)
- Укачин, Борис Укачинович (1936—2003)
- Улагашев, Николай Улагашевич (1861—1946)
- Чагат-Строев, Павел Александрович (наст. фам. Трепихин) (1887—1938)
- Чевалков, Михаил Васильевич (1817—1901)
- Шатинов, Шатра Пепишевич (Николай Пепишевич) (1938—2009)
- Шодоев, Иван Васильевич (1914—2006)